# Kinosternon dunni
Kinosternon dunni is een schildpad uit de familie modder- en muskusschildpadden (Kinosternidae).
De soort werd voor het eerst wetenschappelijk beschreven door Karl Patterson Schmidt in 1947. Er is nog geen Nederlandstalige naam voor deze schildpad. De soortaanduiding dunni is een eerbetoon aan de Amerikaanse herpetoloog Emmett Reid Dunn (1894 - 1956).
Kinosternon dunni komt voor in delen van Zuid-Amerika en komt endemisch voor in Colombia. De schildpad bereikt een rugschild- of carapaxlengte tot ongeveer 18 centimeter. Het rugschild van jongere dieren is soms gekield maar bij oudere dieren vervaagt deze snel. De huid van de poten en kop is grijsbruin gekleurd.